# Cyrtopogon grunini
Cyrtopogon grunini là một loài ruồi trong họ Asilidae. Cyrtopogon grunini được Lehr miêu tả năm 1998. Loài này phân bố ở vùng Cổ Bắc giới.